# Ogtay Sadigzade
Ogtay Sadigzade (en azéri : Oqtay Seyid Hüseyn oğlu Sadıqzadə, né le 21 février 1921 à Khizi, région de la République d'Azerbaïdjan) est un peintre azerbaïdjanais.

## Biographie
Ogtay Sadigzade est né dans la famille de représentants bien connus de la littérature azerbaïdjanaise - l'écrivain Seyid Huseyn et la poètesse Umgulsum. Un environnement créatif depuis l'enfance  détermine son futur destin artistique. Il étudie au College d'Art de Bakou en 1935-1939 et attire l'attention des critiques d'art avec ses premières œuvres. En 1941, Ogtay Sadigzade est exilé en tant que membre d'une famille réprimée, mais continue son travail malgré les conditions difficiles.
Après son retour à Bakou en 1946, il commence à s'engager dans le graphisme de livres et obtient un succès significatif dans ce domaine. Pour poursuivre ses études, il entre à l'Institut d'art d'État de Moscou du nom de Surikov, où il obtient un diplôme en graphisme en 1956.

## Carrière
Ogtay Sadigzadeh, qui commence sa carrière en tant qu'éditeur d'art à la maison d'édition Azernashr à Bakou, entre dans le monde du graphisme de livres avec des illustrations d'œuvres de représentants éminents de la littérature azerbaïdjanaise et mondiale dès les premières années de son travail à la maison d'édition. Profitant des réalisations des beaux-arts mondiaux au cours de cette période, il est influencé par les œuvres de Honoré de Balzac, Victor Hugo, Ivan Tourgueniev, Maxime Gorky, Mirza Fatali Akhoundov, Huseyn Djavid, Djafar Djabbarli, Rashad Nuri Guntaki et d'autres maîtres de mots, images créées.
Sa série monumentale  Nizami Gandjavi et la culture mondiale , les portraits de Qatran Tabrizi, Khourchidbanou Natavan, le tableau Victimes de la répression de 1937 et le triptyque  Le monde de Huseyn Javid  se distinguent par l'unicité des images, la variété des méthodes de composition et perfection de la peinture. Ogtay Sadigzade a apporté une grande contribution à la formation et au développement des écoles d'art moderne dans notre pays. Travaillant efficacement dans le domaine de la pédagogie, il consacre ses riches connaissances et son expérience au travail d'élever une génération de jeunes artistes.

## Récompenses
- Médaille Pour distinction dans le travail - 9 juin 1959
- Titre honorifique Ouvrier d'art honoré de la RSS d'Azerbaïdjan - 5 décembre 1977
- Titre honorifique Artiste du peuple de la République d'Azerbaïdjan- 4 mars 1992
- Pension individuelle du Président de la République d'Azerbaïdjan - 11 juin 2002
- Ordre de Chohrat - 27 février 1999
- Ordre de Charaf - 24 février 2011
- Prix d'État de la République d'Azerbaïdjan - 26 mai 2014[3]